# 環角石 (直角石目)
環角石（學名：[Cycloceras] 错误：{{Lang}}：文本有斜体标记（帮助））是一屬已滅絕的鸚鵡螺類。牠們生活在奧陶紀至二疊紀的海洋中。
本屬在直角石目中的地位尚未確定。

## 分類學
環角石屬是由McCoy於1844年所命名。1962年時Flower將其分入米契林角石目，1964年時Sweet in Teichert et al.則將其分入直角石目。環角石屬可能是Cycloceratidae下的一員且可能是Perigrammoceras屬的異名。

## 物種[1]
- Cycloceras hsiangtanense Zhao, 1954
- Cycloceras laevigatum M'Coy, 1844